# Жилетка
Жилетка е плетена връхна дреха, с копчета или цип отпред. Тя може да е плетена на ръка или на машина.  Различава се от пуловера, който не е отворен отпред, а се навлича през главата. Съществуват жилетки както за мъже, така и за жени, но са по-популярни сред жените. Мъжете ги носят основно като заместител на сакото, при по-неофициални случаи.
Жилетката се носи върху риза, блуза, или тениска. Могат да се носят и върху рокля, дори в редки случаи на голо. Жилетките са с дълъг или 3/4 ръкав и се носят през студените месеци – есента и зимата. Понякога се нарича също кардиган, кръстена на генерал Джеймс Кардиган (16 октомври 1797 – 28 март 1868), за когото се счита, че е изобретил кардигана.

## Жаргон
Пука ми на жилетката – е фраза, означаваща незаинтересованост, безгрижие, пренебрежение на факти.